# توکای پشت‌حنایی
توکای پشت‌حنایی (نام علمی: Turdus rufopalliatus) نام یک گونه از سرده توکای حقیقی است.